# 마쓰시타 게이이치
마쓰시타 게이이치(松下圭一, 1929년 8월 19일 ~ 2015년 5월 6일)는 일본의 정치학자로서 호세이 대학 명예교수이다. 정치학, 정치사상학, 지방자치론을 전문으로 하고 있다.

## 인물
후쿠이현 후쿠이시 출신. 후쿠이 중학, 제4고등학교를 거쳐 도쿄 대학 법학부를 졸업하였다. 일본 정치학회 이사장과 일본 공공정책학회 회장을 역임하였다. 마루야마 마사오의 제자로 이름이 높다. 마르크스 주의 전성시대의 조류에 있어, 대중사회론을 다루어 논단에 등장하여 에다 사부로의 구조개혁론과 지방자치의 관념학자로서 활약하였다.
예를 들면 비평가 야마자키 마사카즈가 문명사회형태론을 논한 것이 알려져 있으나 마쓰시타 게이이치는 정치제도론, 경제체제론, 사회형태론에서 각각을 뒷받침하는 역사적인 여러 조건을 기반으로 한 도시형 사회 아래에서의 시민자치에 대한 정책형 사고의 설정 및 그 틀을 과제로 주장한다. 이 이론의 틀은, 공업화 + 민주화 = 근대화 단계의 주로 일본 등의 근대화 후진국의 민주화는 사회권리적 측면의 충족에 그 무게 중심이 잡혀 있는 반면, 자유권적인 측면이 결여되어 있다는 것을 그 토대로 한다. 자유권적인 측면에는 화폐의 침투, 개인의 석출, 교양과 여유의 증대라는 사상에서 진전되어 가는 것을 지적하고 있다. 또한, 자본주의와 사회주의 및 공산주의 등은 "근대화"를 목적으로 하는 선택수단의 차이라는 것, 또 내셔널 미니멈에 대해 정책 및 제도설계의 일상화를 계기로 한 시빌 미니멈이란 말을 만들고 이를 이론화하였다.
마쓰시타의 이론을 토대로 정책을 전개하는 정치가로 스가 나오토, 에다 사쓰키 등이 있다.
"시빌 미니멈의 사상"으로 마이니치 출판문화상(毎日出版文化賞), "시민참가"로 요시노 사쿠조상(吉野作造賞)을 수상하였다.

## 한국어 번역서
- 일본의 자치분권, 소화, 양기웅 번역, 2006년